# Renin
Renin är ett proteolytiskt enzym som bildas i njurarnas juxtaglomerulära apparat som svar på att blodtrycket sjunker. Renin omvandlar angiotensinogen i blodplasma till angiotensin I. Angiotensin I omvandlas i sin tur av enzymet ACE (angiotensinkonverterande enzym) i lungornas kapillärer till slutprodukten angiotensin II. Angiotensin II leder till flera effekter i kroppen, bland annat:
- Leder till kontraktion av glatt muskulatur (vasokonstriktion), vilket i sin tur ökad kärlresistensen
- Stimulerar binjurens produktion av aldosteron
- Stimulerar hypofysens utsöndring av ADH
- Slutgiltiga effekter blir att blodvolym samt blodtryck ökar

En ny läkemedelsklass kallad direkta reninhämmare (DRI) har under 2007 godkänns av EU. Läkemedlet Rasilez (aliskiren) är det första exempel på reninhämning.

## Upptäckt
Renins effekt och dess samband med genomblödning i njurarna upptäcktes av den finske fysiologen Robert Tigerstedt i samarbete med sin assistent Per Gustaf Bergman medan han arbetade vid Karolinska institutet i Stockholm. Det presenterades första gången år 1897 vid en kongress i Moskva följt av utförlig redovisning inklusive benämningen renin år 1898 i tidskriften Skandinavisches Archiv für Physiologie. Upptäckten var betydligt före sin tid då vare sig kunskap, utrustning och laboratorieskicklighet var tillräckligt utvecklade så andra lyckades inte reproducera Tigerstedts resultat, utan de föll mer eller mindre i glömska under närmare 40 år till inpå 1930-talet, varefter en snabb och intensiv forskning kring hormonet vidtog.